# Devah Pager
Devah Pager (nascida em 1971) é uma socióloga estadunidense, especialmente conhecida por sua pesquisa sobre a discriminação racial no mercado de trabalho e o sistema de justiça criminal dos Estados Unidos. Atualmente é professora de Sociologia e Políticas Públicas na Universidade de Harvard.
Pager obteve seu doutorado na Universidade de Wisconsin–Madison , em 2002. Antes ela obteve o título do mestrado da Universidade de Stanford e da Universidade da Cidade do Cabo , na África do Sul, e graduou-se em psicologia pela Universidade da Califórnia, em Los Angeles , em 1993. Como parte de sua tese de doutorado, Pager realizou um experimento no qual ela  alistou rapazes com características semelhantes para se candidatarem a vagas de emprego. Ela descobriu que um candidato negro recebia um retorno ou oferta de emprego metade das vezes que um candidato branco igualmente qualificado recebia. Um candidato negro sem ficha criminal recebia um retorno de chamada ou oferta de trabalho na mesma proporção que um candidato branco com ficha criminal. Mais tarde, ela replicou a experiência na Cidade de Nova York e encontrou resultados semelhantes. A tese foi premiada com o "Prêmio de Melhor Tese" pela Associação Americana de Sociologia e mais tarde foi publicado como uma série de artigos e um livro, Marked: Race, Crime, and Finding Work in an Era of Mass Incarceration (University of Chicago Press, 2007).

## Publicações
- Pager, Devah. 2003. “The Mark of a Criminal Record.” American Journal of Sociology 108(5):937-975. JSTOR 374403
- Pager, Devah, Bruce Western e Bart Bonikowski. 2009. "Discrimination in a Low Wage Labor Market: A Field Experiment." American Sociological Review 74(Outubro):777-799
- Pager, Devah. 2007. MARKED: Race, Crime, and Finding Work in an Era of Mass Incarceration. Chicago: University of Chicago Press
- Quillian, Lincoln e Devah Pager. 2010. "Estimating Risk: Stereotype Amplification and the Perceived Risk of Criminal Victimization." Social Psychology Quarterly 73(1):79-104
- Grodsky, Eric e Devah Pager. 2001. “The Structure of Disadvantage: Individual and Occupational Determinants of the Black-White Wage Gap.” American Sociological Review:66(4):542-567